# Йонас Вілейшіс
Йо́нас Вілейшіс (лит. Jonas Vileišis; 3 січня 1872, Mediniai біля Пасваліса — 1 червня 1942, Каунас) — литовський журналіст, політик, правник, неодноразово міністр та дипломатичний представник Литви у Берліні та Вашингтоні, голова міста Каунас (1921—1931), брат Петраса Вілейшіса.

## Біографія
У 1892 році закінчив гімназію у Шавлі, потім два роки вивчав фізику та математику в Петербурзі, однак в результаті закінчив там право у 1898 році. Писав до литовських газет «Varpas» («Дзвін») i «Ūkininkas» («Селянин»), коли був студентом. Вступив до лав Соціал-демократичної партії Литви.

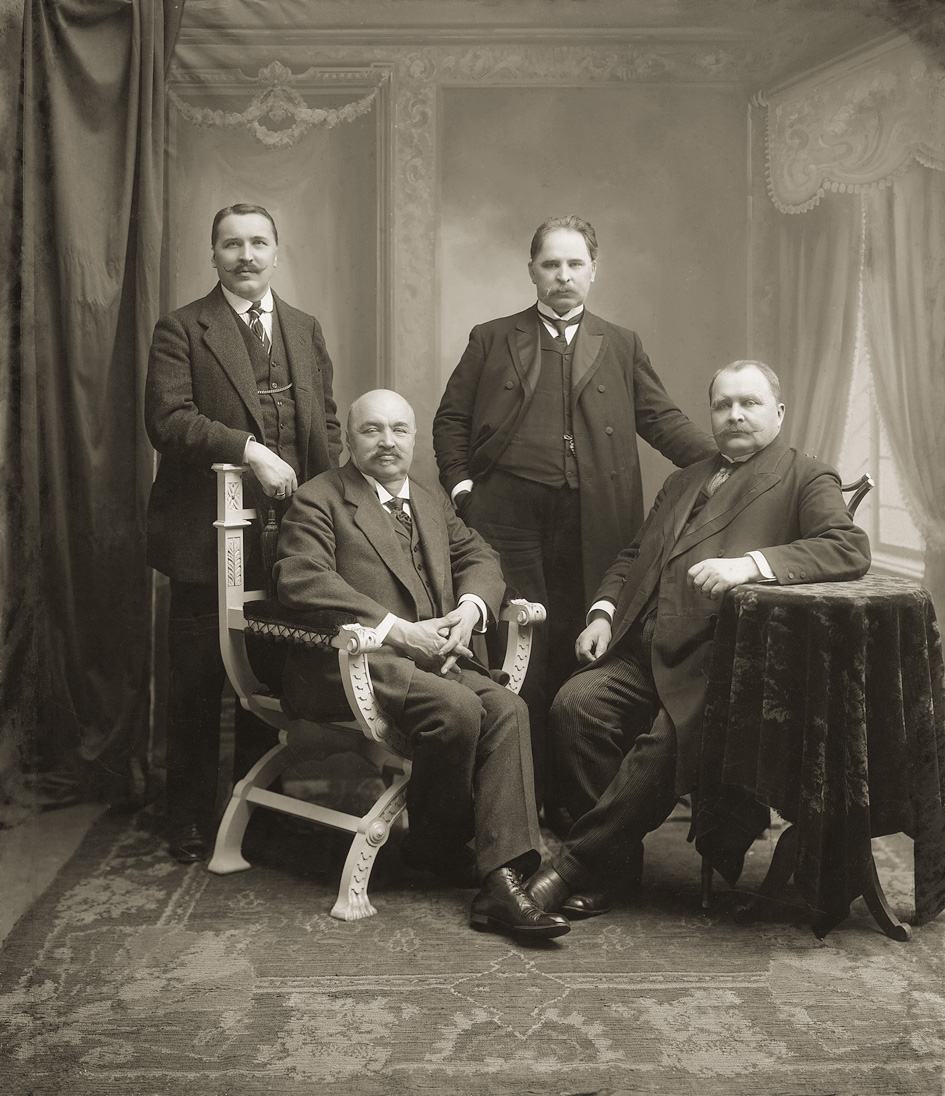
Йонас Вілейшіс з братами — перший зліва

У 1902 році був одним з членів-засновників Литовської демократичної партії, захищав право вживати литовську мову на території Росії. Після усування заборони у 1904 році заснував газету «Lietuvos Ūkininkas» («Литовський селянин»). Згодом працював у «Vilniaus žinios», а після закриття в «Lietuvos Žinios» («Вільнюські» та «Литовські новини» відповідно). Був одним з організаторів Вільнюського Сейму 1905 року.
У часи Першої світової війни взяв участь у соціальній допомозі для жителів Литви, був співорганізатором литовських шкіл на територіях, окупованих Німеччиною. За політичну діяльність був арештований і ув'язнений у Лукішках, а решту війни провів у Берліні.

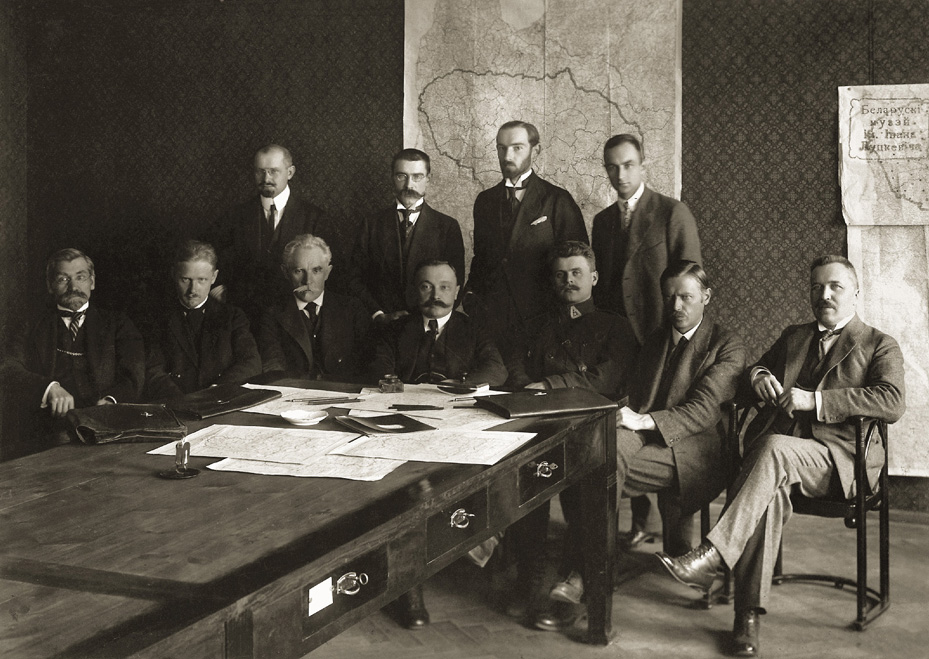
Йонас Вілейшіс у IV уряді Литви — сидить перший з правого боку

З 1917 до 1920 року брав участь у роботі Литовської Таріби. Самостійно виступив проти акта про незалежність від 11 грудня 1917 року, критикуючи документ за надмірні зв'язки країни з Німеччиною. 26 січня 1918 року відмовився від засідання у Раді на знак протесту проти узурпації нею права до зміни законів у молодій республіці, однак через три тижні всі члени Таріби проголосували за приготований Вілейшісом проект акта — ухвалено його урочисто 16 лютого 1918 року. Потім разом з Юргисом Шаулісом поїхав до Берліна шукати дипломатичного визнання для нової держави.
З 1917 до 1922 року залишався членом Соціал-демократичної партії Литви, пізніше (до 1929 року) Литовської селянської партії.
18 грудня 1918 року став міністром внутрішніх справ у II уряді Литви (до березня 1919 року). У IV уряді був міністром фінансів (червень-жовтень 1919 року). Працював над введенням нової валюти, однак проекти зрештою не здійснено.
У 1919 році дістав посаду дипломатичного представника у США, де лобіював визнання Литви de jure і встановив контакт з литовською еміграцією.
Обраний депутатом І каденції у 1922 році, в червні брав участь у президентських виборах, програв Александрасу Стульгінскісу.
З 30 вересня 1921 року до 2 липня 1931 року голова міста Каунас. За часів його головування місто набуло значного розвитку — площа зросла з 18 до 40 км², збудовано понад 2,5 тис. домів, три сучасні мости через Німан, освітлено й укладено бруківкою більшість вулиць, введено автобусну комунікацію, розплановано нові вулиці та площі. Вдалось також збудувати досить вдалі каналізацію та водопровід.
Вілейшіс також працював в Університеті Вітольда Великого як правник. 1 січня 1933 року обраний до Ради при президенті Литви, де займався приготуванням цивільного кодексу.
Відзначений естонським Орденом Орлиного хреста II класу (1932 рік).
Помер у червні 1942 року в каунаському госпіталі Червоного Хреста, однак похований на кладовищі на Россі у Вільнюсі в родинній каплиці.
Був масоном, належав до лож «Litwa» (вільнюської) i «Lietuva» (каунаської).